# Geoff Hignett
Geoff Hignett (ur. 5 października 1950) – brytyjski lekkoatleta, który specjalizował się w skoku w dal.
W roku 1970 wywalczył brązowy medal uniwersjady. Na eliminacjach zakończył swój udział w mistrzostwach Europy w Helsinkach (1971). Wielokrotny medalista mistrzostw kraju w różnych kategoriach (seniorzy, studenci, juniorzy).